# Circuit de Suzuka
El Circuit de Suzuka (en japonès, 鈴鹿サーキット, Suzuka Sākitto), anomenat oficialment Suzuka International Racing Course (en japonès, 鈴鹿国際レーシングコース, Suzuka Kokusai Rēsingu Kosu), és un circuit de curses de 5,807 km situat a Ino, a la ciutat de Suzuka, dins la prefectura de Mie (Japó). Gestionat per Honda Mobilityland, una filial d'Honda, té una capacitat de 155.000 espectadors.
Suzuka ha estat seu del Gran Premi del Japó de Fórmula 1 de forma ininterrompuda des del 1987 (tret de les edicions de 2007 i 2008) i de 22 edicions del Gran Premi del Japó de motociclisme entre el 1962 i el 2003. A banda, des del 1978 s'hi celebra una de les curses de resistència més conegudes, les 8 Hores de Suzuka i des del 1966, la cursa de cotxes esportius dels 1000 km de Suzuka.

## Història
A finals de la dècada del 1950, Soichiro Honda va decidir desenvolupar un nou circuit permanent a la prefectura de Mie amb la idea de fer-lo servir de pista de proves d'Honda. Dissenyat el 1962 per l'holandès John "Hans" Hugenholtz, la característica més emblemàtica de la pista és el seu traçat en forma de vuit ("figure eight" en anglès), amb una recta posterior d'1,2 km que torna a la secció anterior mitjançant un pas elevat. Després que el circuit de Fiorano es rebaixés a grau 2 el 2024, Suzuka és l'únic circuit amb llicència de grau 1 de la FIA que té un traçat en forma de vuit.

## Traçat
El circuit disposa de cinc configuracions possibles: el circuit complet per a  cotxes, el circuit complet per a motocicletes i les configuracions "Suzuka east", "Suzuka west car" i "Suzuka west motorcycle".

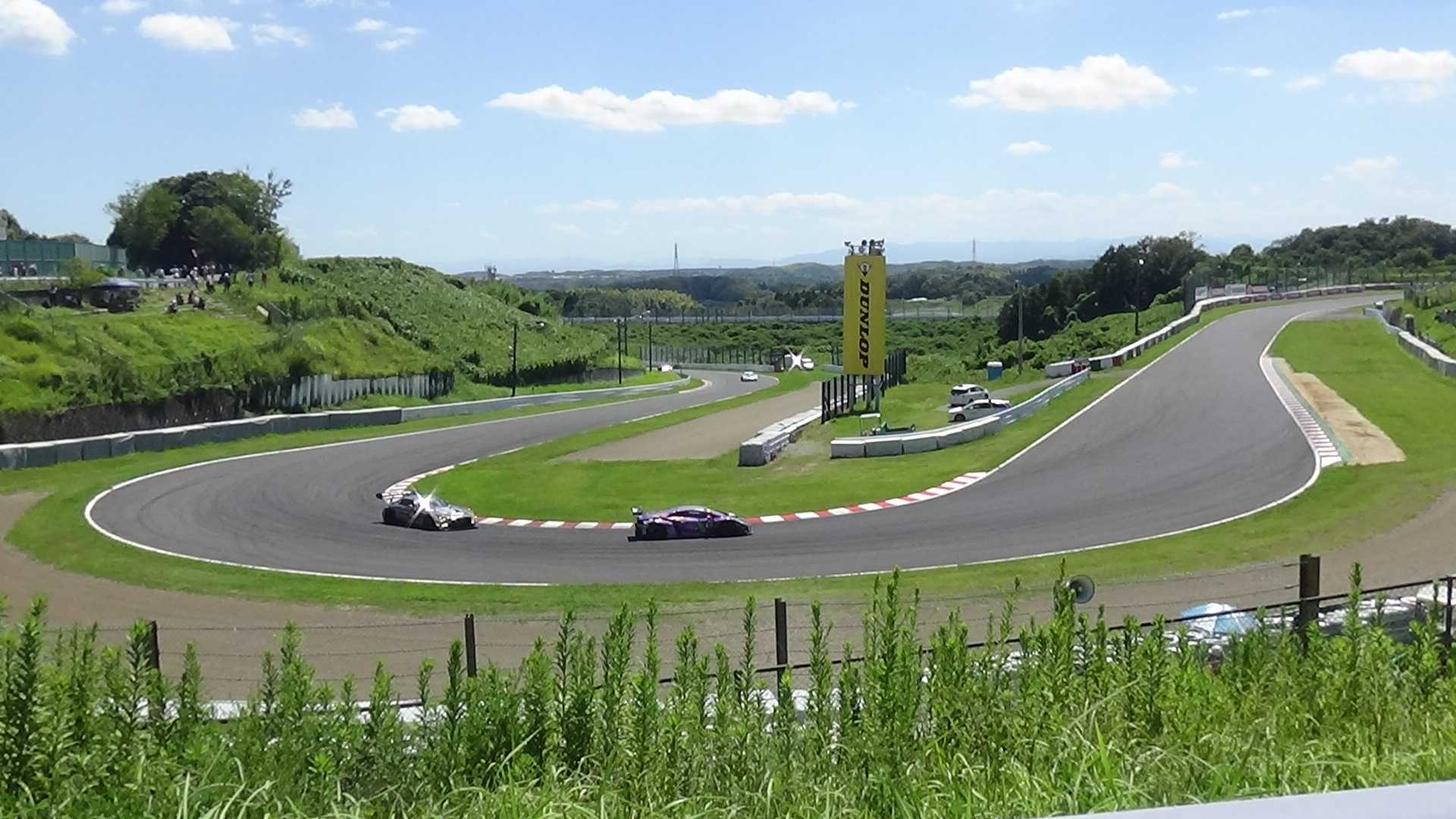
La forquilla (revolt 11), o Kobayashi Corner

La part "est" del recorregut consisteix en la recta de boxs fins a la primera meitat del revolt Dunlop (setè revolt), abans de tornar a la recta de boxs a través d'un estret revolt a la dreta. El recorregut "oest" està format per l'altra part del circuit complet, incloent-hi el pont transversal; la recta que porta al pas superior es fa servir de línia de sortida/arribada i s'hi munta la graella de sortida. La xicana entre la forquilla i el revolt 200R separa les configuracions "oest" i completa per a cotxes i motos.
El revolt Degner (el vuitè) va rebre aquest nom en honor a Ernst Degner després que l'alemany s'hi estavellés amb la Suzuki 50 de fàbrica durant la cursa inaugural de Suzuka del campionat All Japan el 3 de novembre de 1962. La forquilla (revolt 11) es va anomenar "Kobayashi Corner" després que Kamui Kobayashi avancés cinc pilots amb maniobres agosarades al Gran Premi del Japó de 2010.

### Revolt 130R
Després de dos accidents importants el 2002 i el 2003, un dels principals problemes de seguretat ha estat el revolt 130R (marcat com a número 15 al mapa de la pista anterior). El 2002, el pilot de Toyota F1 Allan McNish hi va patir un accident a gran velocitat a causa del ressalt, que el va llançar contra una tanca metàl·lica, per bé que no va resultar ferit greu.

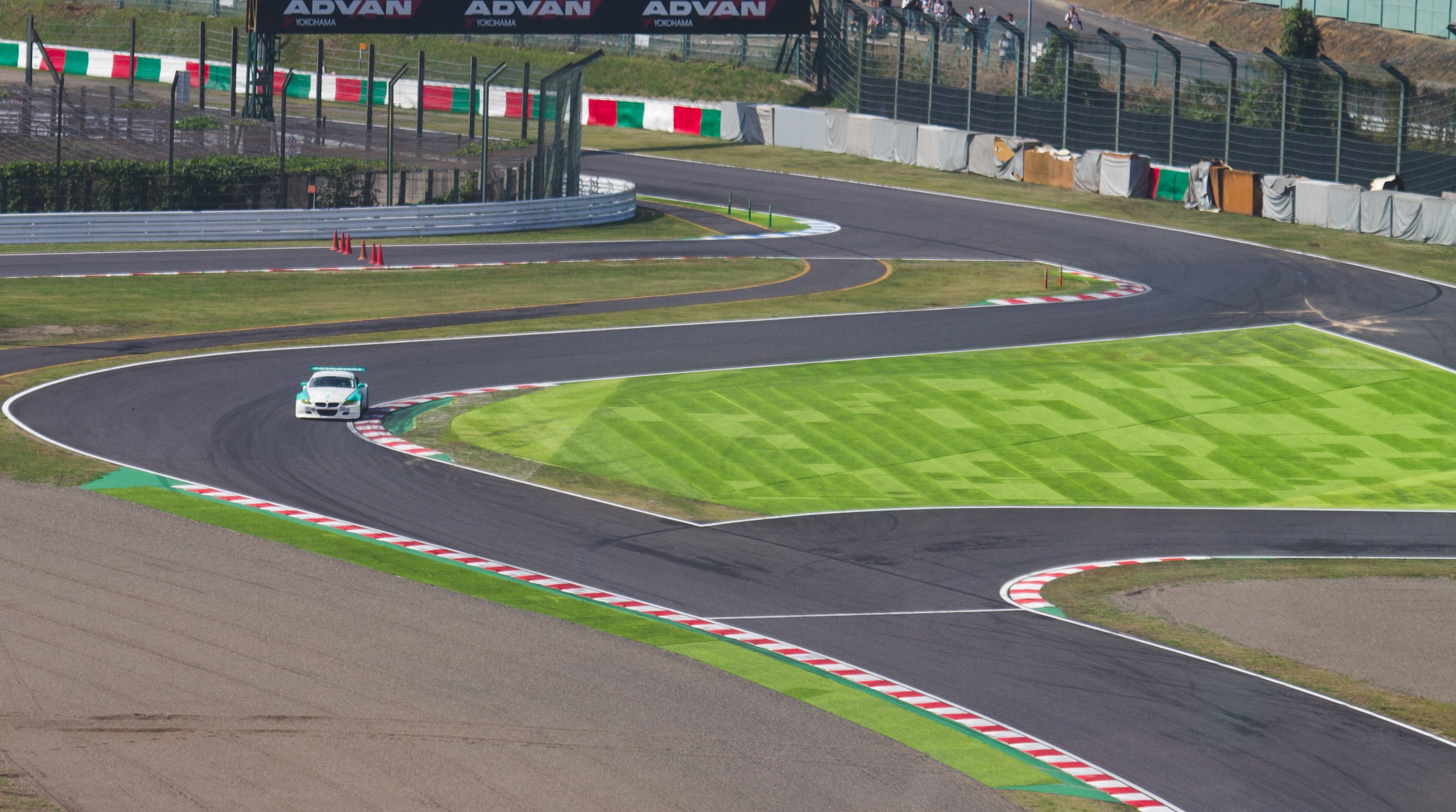
La xicana Casio triangle el 2011

Els oficials de la pista van revisar el 130R, redissenyant-lo com a secció de doble vèrtex, el primer amb un radi de 85 m i el segon amb un de 340 m, donant lloc al conegut com a Casio triangle, més tancat, que es convertí en una xicana del tipus "parada d'autobús" per a les motocicletes.
Tanmateix, el problema va continuar amb la nova secció revisada. Durant el Gran Premi de motociclisme del 2003, el primer gran esdeveniment celebrat a Suzuka des de les reformes, Daijiro Kato es va morir quan es va estavellar a la nova secció, de camí a la zona de frenada del triangle Casio. El mundial de motociclisme no ha tornat a Suzuka des de l'incident.

### Actualitzacions
El circuit s'ha modificat almenys vuit vegades des de la seva creació, concretament els anys 1983, 1984, 1985, 1987, 2002, 2003 (dues actuacions) i 2014.

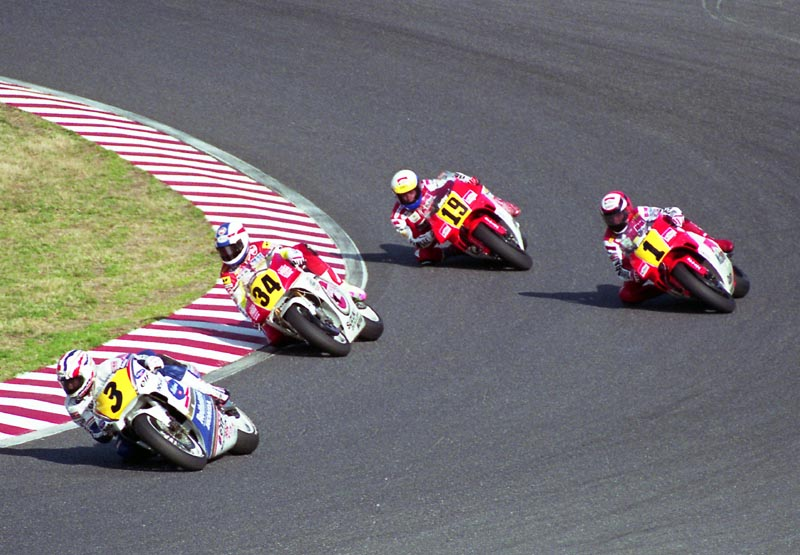
Mick Doohan davant de Kevin Schwantz, Wayne Rainey i John Kocinski al GP del Japó de

El 1983 es va inserir una xicana a l'últim revolt per tal de frenar els cotxes a la recta de boxs; el circuit original era una pista extraordinàriament ràpida amb només un revolt lent; sense la xicana Casio, alguns cotxes passarien per l'últim revolt llarg de la dreta i seguidament per davant dels boxs a més de 320 km/h. El 1984 es va fer una mica més lenta la primera part del revolt Spoon i es va acostar l'angle a la pista per ampliar-hi l'escapatòria i l'any 1985, el primer revolt es va fer una mica més lent.
El 1987, el circuit es va adaptar als estàndards dels campionats del món de motociclisme i de Fórmula 1 per tal d'allotjar els corresponents Grans Premis del Japó (el de Fórmula 1 fou el primer que es va celebrar dels dos). El revolt Degner es va convertir en dos angles en lloc d'un revolt llarg, i es van afegir més barreres d'impacte, més escapatòries, es va tallar la vegetació propera i es van eliminar bales de palla (tot i que encara es feien servir per al Gran Premi de motociclisme).

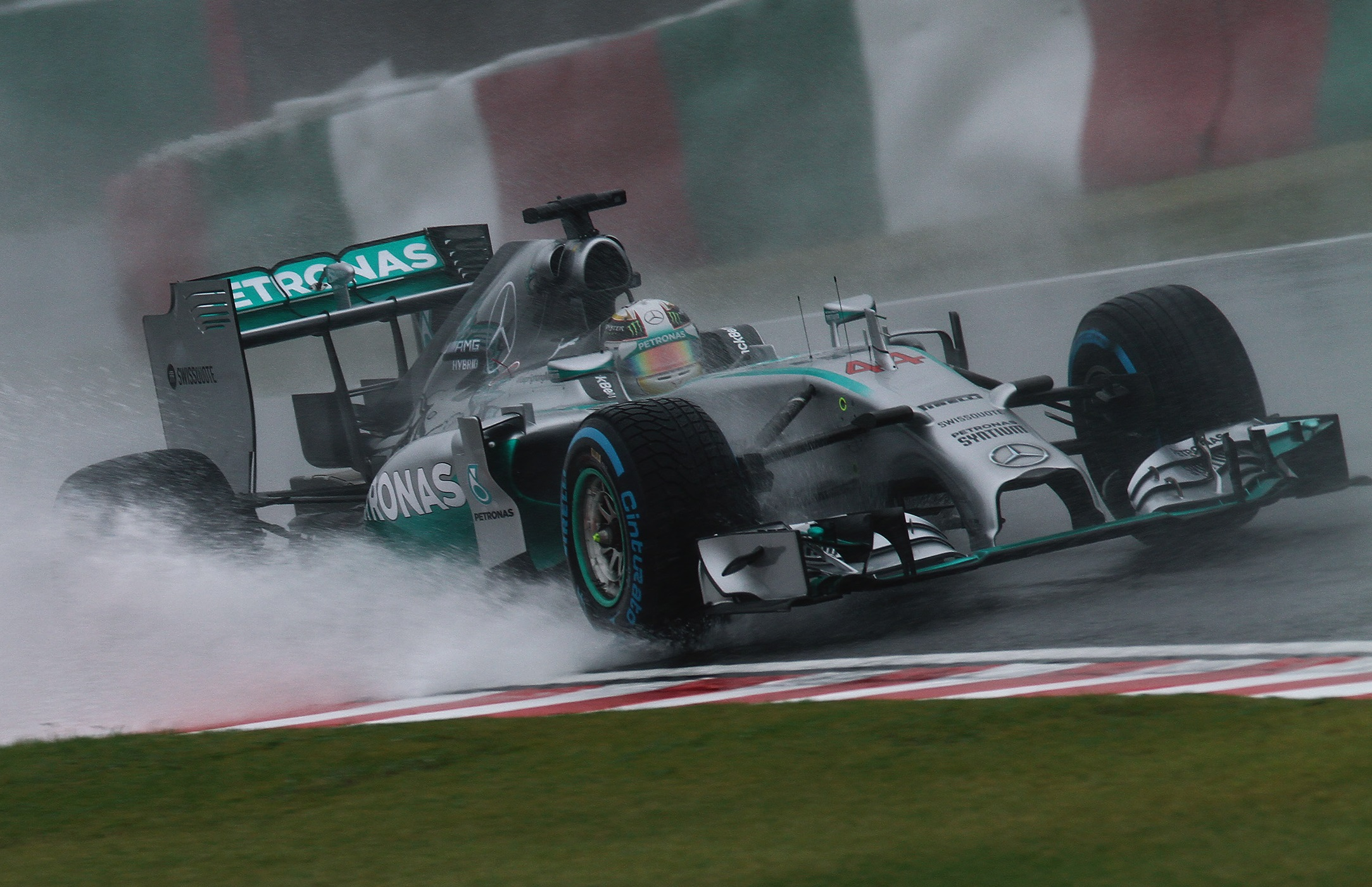
Lewis Hamilton al GP del 2014, una cursa en què hi hagué el fatal accident de Jules Bianchi

El 2002, la xicana es va modificar lleugerament, també es va modificar el revolt 130R (marcat com a 15 al diagrama) i alguns dels revolts serpentejants es van fer una mica més rectes i ràpids; a més, l'escapatòria al revolt Dunlop es va ampliar de 12 a 25 metres i l'angle es va fer una mica més estret.
El 2003, la xicana es va fer una mica més ràpida i més propera al 130R. Després de la mort de Daijiro Kato al Gran Premi de motociclisme d'aquell any, es va reconfigurar la variant per a les motos d'allò que ara es coneix com a Hitachi Automotive Systems Chicane abans del revolt final i es va afegir una segona xicana entre la forquilla i el revolt 200R.
Al Gran Premi de Fórmula 1 del 2014, el pilot Jules Bianchi va patir ferides greus després de xocar amb un vehicle de recuperació i es va morir a l'hospital nou mesos després. Arran de l'accident, el revolt Dunlop va ser lleugerament modificat i se'n revisaren les normes de seguretat i es va instal·lar una gran grua en comptes del tractor amb què va xocar Bianchi.

### Historial de configuracions

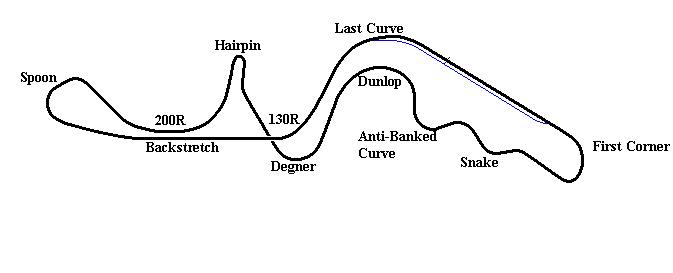
Circuit de Gran Premi original (1962–1982)
Circuit de Gran Premi (1987–2002)
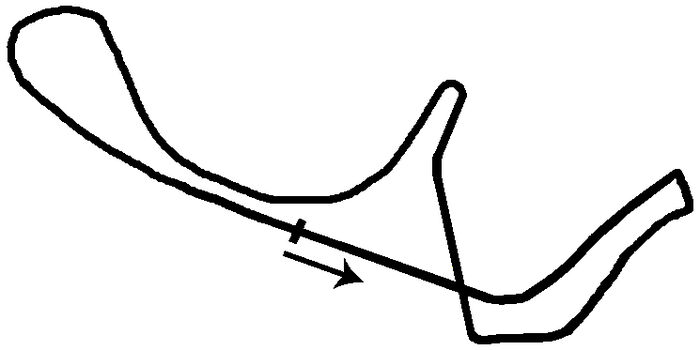
Circuit Oest (1987–actualitat)
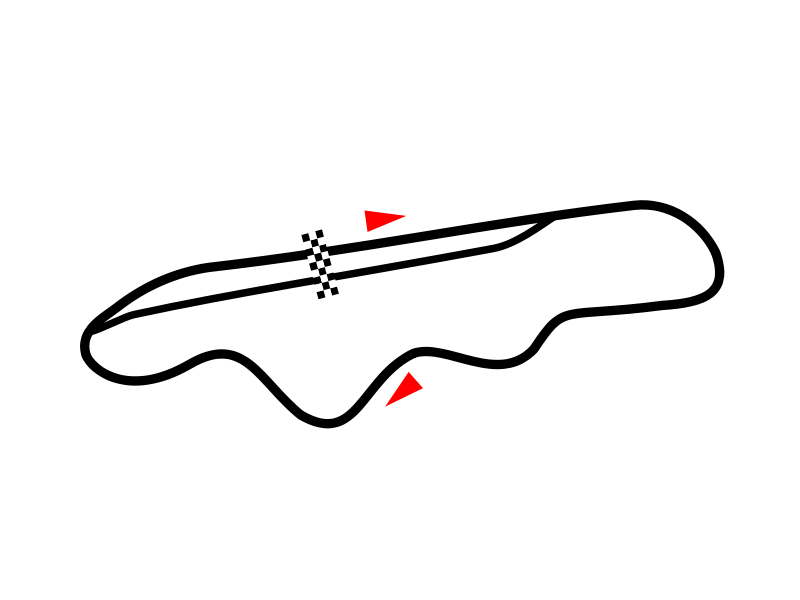
Circuit Est (1987–actualitat)
Circuit de Gran Premi (2003–actualitat)

## Esdeveniments

### Fórmula 1

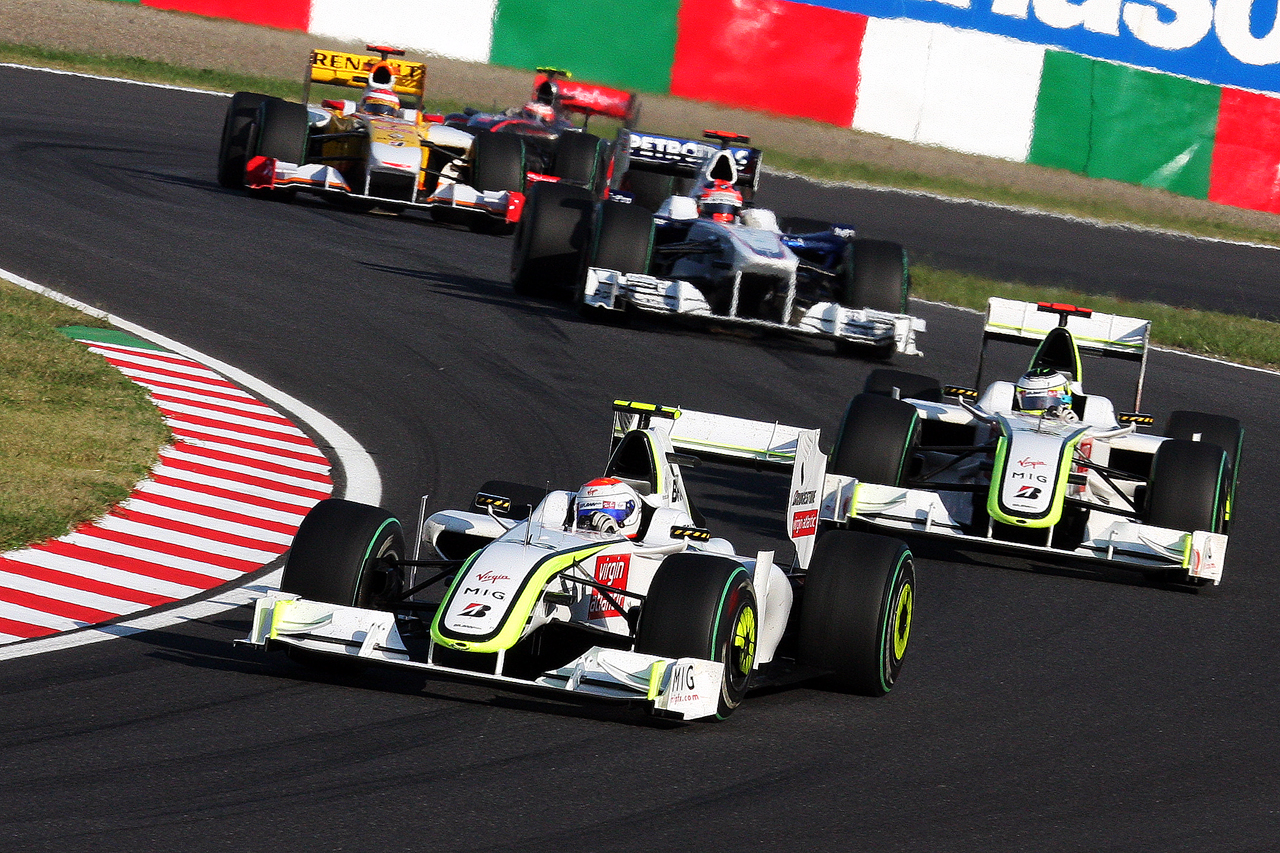
Rubens Barrichello davant de Jenson Button al GP del Japó del 2009

Suzuka, obertament promocionada pels pilots i els aficionats de la Fórmula 1 com una de les seves pistes preferides, és també una de les més antigues de l'actual campionat del món de Fórmula 1 i té una llarga història com a seu del Gran Premi del Japó des de 1987. El seu paper tradicional com a un dels últims Grans Premis de la temporada significa que s'hi han decidit nombrosos campionats mundials. Quatre anys consecutius en la seva història inicial, al circuit s'hi va decidir el campionat del món: el 1988, que va ser per a Ayrton Senna, el polèmic campionat de 1989, que va ser per a Alain Prost, i els mundials de 1990 i 1991, tots dos per a Senna.
Suzuka va ser eliminat del calendari de Fórmula 1 per a les temporades 2007 i 2008 a favor del Fuji Speedway, propietat de Toyota, després que aquest últim patís una transformació i redisseny obra de Hermann Tilke. El 2009, el circuit de Suzuka es va tancar durant un any per reformes per tal de per fer-lo compatible amb la Fórmula 1. El darrer Gran Premi s'hi havia celebrat el 18 de novembre de 2007, tot i que alguns esdeveniments anuals (per exemple, les 8 hores de Suzuka i els 1000 km de Suzuka) s'hi seguiren organitzant. La pista es va reobrir finalment el 12 d'abril de 2009.
Suzuka i Fuji s'havien d'alternar per a organitzar el Gran Premi del Japó a partir del 2009, però després que Fuji anunciés el juliol del 2009 que no tornaria a formar part del calendari de la Fórmula 1, Suzuka va signar un acord per a acollir el Gran Premi entre el 2009 i el 2011.

### Altres competicions
Suzuka acull també altres esdeveniments de prestigi, com ara la cursa de resistència de 1000 km de Suzuka, la qual, anteriorment, formava part de múltiples campionats de GT, entre ells la desapareguda classe del grup C del Campionat de prototips esportius de l'All Japan. Des del 2006, la "Suzuka 1000 km" és una ronda del campionat Super GT i és l'única cursa d'aquesta durada del campionat.

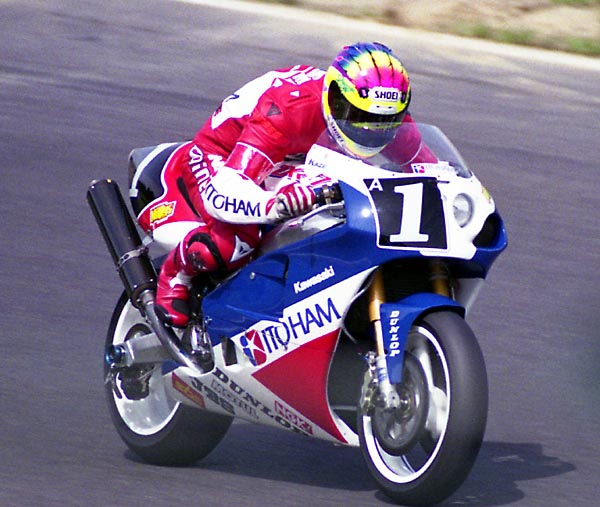
Scott Russell a les 8 Hores de Suzuka de 1993

Un altre esdeveniment important són les 8 Hores de Suzuka, que s'hi celebren des del 1978. Aquesta prova sol atraure pilots de renom i, tret del 2005, atesa la importància i la implicació dels principals fabricants, la FIM vetlla per evitar-hi coincidències de calendari amb els seus campionats.
La NASCAR va organitzar a Suzuka la NASCAR Thunder 100, un parell de curses d'exhibició de 100 voltes al circuit est (un traçat de 2,3 km que fa servir la recta de boxs i les esses abans de tornar a empalmar amb el circuit principal prop del triangle Casio). Els cotxes eren del tipus Sprint Cup Series i Camping World West Series i la participació a les dues curses, que es disputaren després de les temporades de 1996 i 1997, va ser per invitació. L'esdeveniment de 1996 es va veure esquitxat per la tragèdia quan el conductor del cotxe de seguretat Elmo Langley es va morir d'un atac de cor al seu cotxe durant els entrenaments.[14] Durant la classificació per a la cursa de 1997, la pluja va fer que Goodyear emprés pneumàtics de pluja als cotxes de la Copa Winston per primera vegada a l'era moderna.
El 21 de juny de 2010 es va anunciar que la secció est del Circuit acolliria la ronda japonesa de la temporada 2011 del WTCC en substitució del Circuit d'Okayama.